# 超聲波

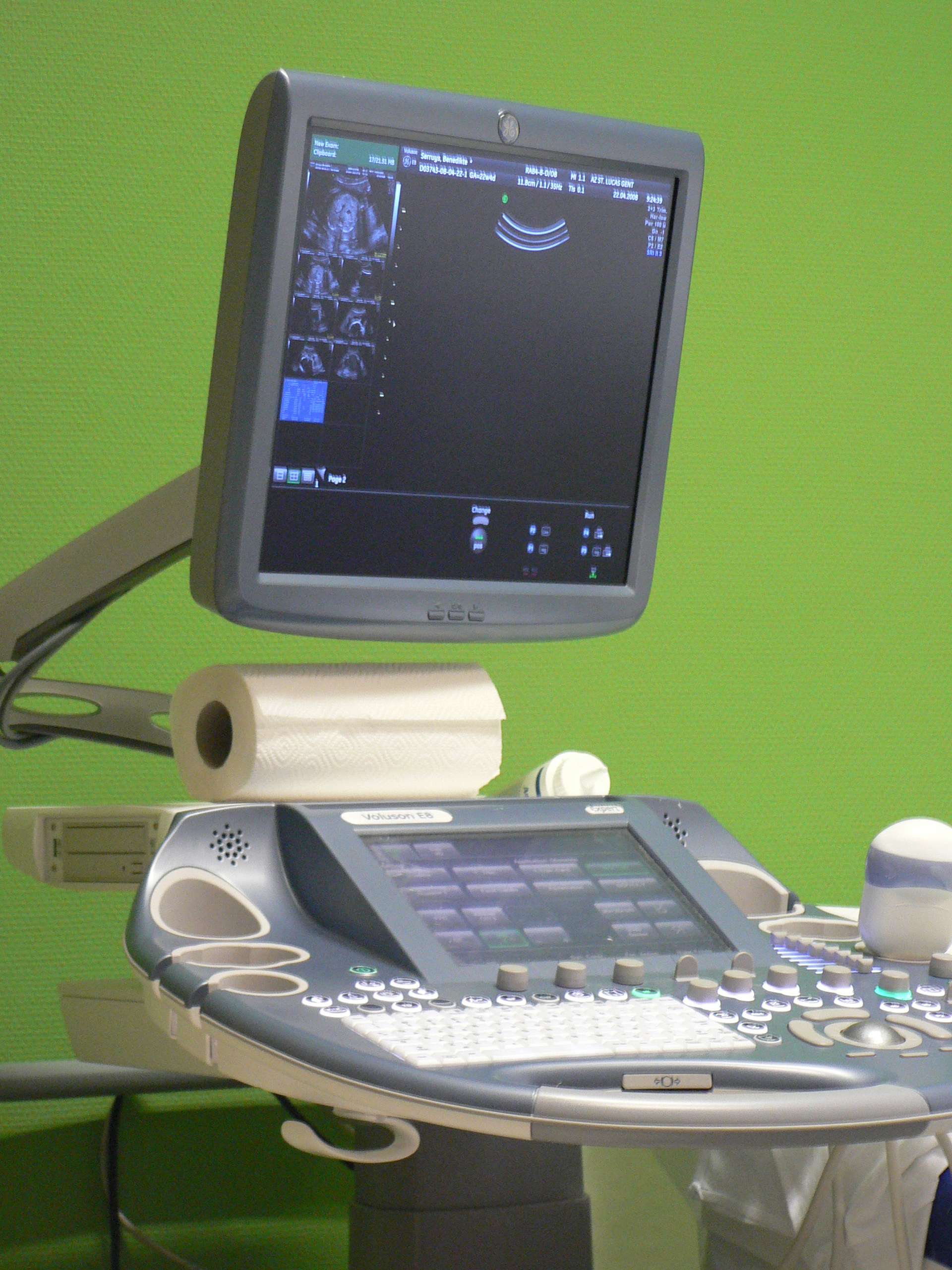
通用電子生產的超音波器材

红：次声波、蓝：可听声波、绿：超声波

超声波（英語：Ultrasound），是指任何聲波或振動，其頻率超過人類耳朵可以聽到的最高閾值20kHz（千赫）。超音波由於其高頻特性而被廣泛應用於醫學、工業、情報等眾多領域。
某些動物，如狗隻、海豚、以及蝙蝠等都有著超乎人類的耳朵，也因此可以聽到超声波。亦有人利用這個特性製成能產生超音波來呼喚狗隻的犬笛。
人類聽覺能察覺的波動，稱之為聲音，此時之音波稱為可聽波。而所謂超音波，物理性質與與可聽波相同，只能透過具有彈性與慣性介質（如空氣），其利用空氣分子產生膨脹或壓縮的運動而傳播其波動；因此，音波與超音波均無法在真空中傳播。

## 用途
超音波在军事、醫療及工業中有较大的用途。它应用按功率的大小可分为功率超音波和检测超音波。
功率超音波的应用包括焊接、钻孔、粉碎、清洗、乳化等，它们多属于只发射不接受的超音波设备。目前人们对超音波加工的确切理論仍未透彻认识。
检测超音波在军事中的应用有雷达定位等。醫用超音波可以穿透肌肉及軟組織，使得這項技術常用來掃描很多器官，以協助醫療上的診斷和治療。產科超音波也常用在懷孕時期的檢查。醫生可以利用超音波成像法透視身體，但由於超音波不能穿透骨頭，所以雖然超音波對人體傷害比較低，但仍不能完全取代X光。典型超音波大約2MHz到10MHz的頻率，检测超音波波设备有发射及接收。

### 治療性超音波
治療性超聲波（therapeutic ultrasound）或治疗超声，通常指的是用於治療用途的超聲波。包括高强度聚焦超声、碎石術、超聲波給藥、超聲波止血、癌癥治療以及協助血栓溶解
。

## 设备

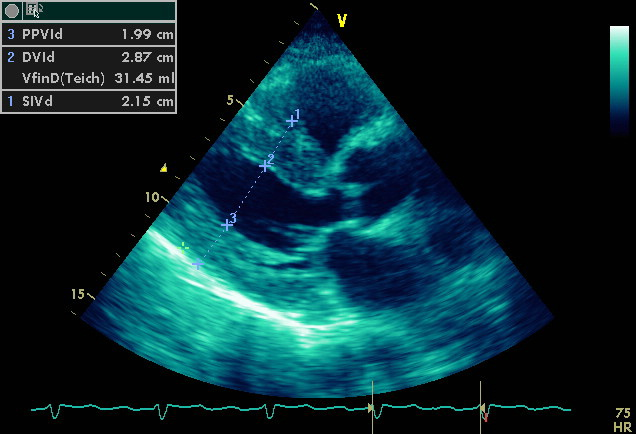
超音波醫療掃描

### 超音波诊断仪
由于其无创及无放射性而普遍使用於醫療上，可用于诊断人体内器官及组织的病变。尤其在婦产领域，因电离辐射有致畸胎性，基本不会对胎儿或母亲采用X光、CT等诊断设备，此时超音波就成为最佳选择。与X光及CT相比，超音波诊断仪拥有两个特点，第一是无放射性，也就是安全性高；第二是实时性，看到的图像是实时的，不需要等待胶片冲洗或數位成像的时间，这不仅节约时间，而且可以实时进行测量，可以应用在心血管领域，测出血液流速，从而诊断病变情况。由于这两个特点，超音波超越了放射设备，成为医院与诊所必备的诊断仪器。但超音波诊断的图像（声像图）不如X线图清晰，且不适用于骨骼内部或含气体的组织（如肺、胃、肠）的诊断，因此不能完全替代放射设备。

### 超音波清洗機
可用於清潔用途，一般认为這是利用了超音波在液体中的“空穴現象”。超音波清洗機的清潔原理在於利用超音波震動清水，使微細的真空氣泡在水裡產生，當真空氣泡爆破時釋放了儲存在氣泡裡面的能量，釋放溫度約5,000℃以及超過10,000磅吋的壓力將物件表面的油脂或污垢帶走。清洗機所產生的超音波頻率約為20-50kHz，可應用在珠寶、鏡片或其他光學儀器、牙醫用具、外科手術用具及工業零件的清潔。除可以发出较低频率的纯机械的超声哨子以外，一般超音波设备由超声电源、换能器、变幅杆、工具头等构成。换能器有压电陶瓷换能器和磁致换能器两种。

### 超音波測距儀
用於量度距離。通过超音波发射装置发出超音波，根据接收器接到超音波的时间差就可以知道距离，与雷达测距原理相似。超声波发射器向某一方向发射超声波，在发射的同时开始计时，超声波在空气中传播，途中碰到障碍物就立即返回来，超声波接收器收到反射波就立即停止计时。（超声波在空气中的传播速度为v=340m/s，根据计时器记录的时间t，就可以计算出发射点距障碍物的距离s，即：{\displaystyle s={\frac {vt}{2}}={\frac {340t}{2}}}

### 超声波焊接
- 用於熔接兩個一樣材質或不一樣的塑膠件。
- 將金屬部件固定於塑膠上。
- 用來切除多餘的塑膠結構。